# Vanderhoof

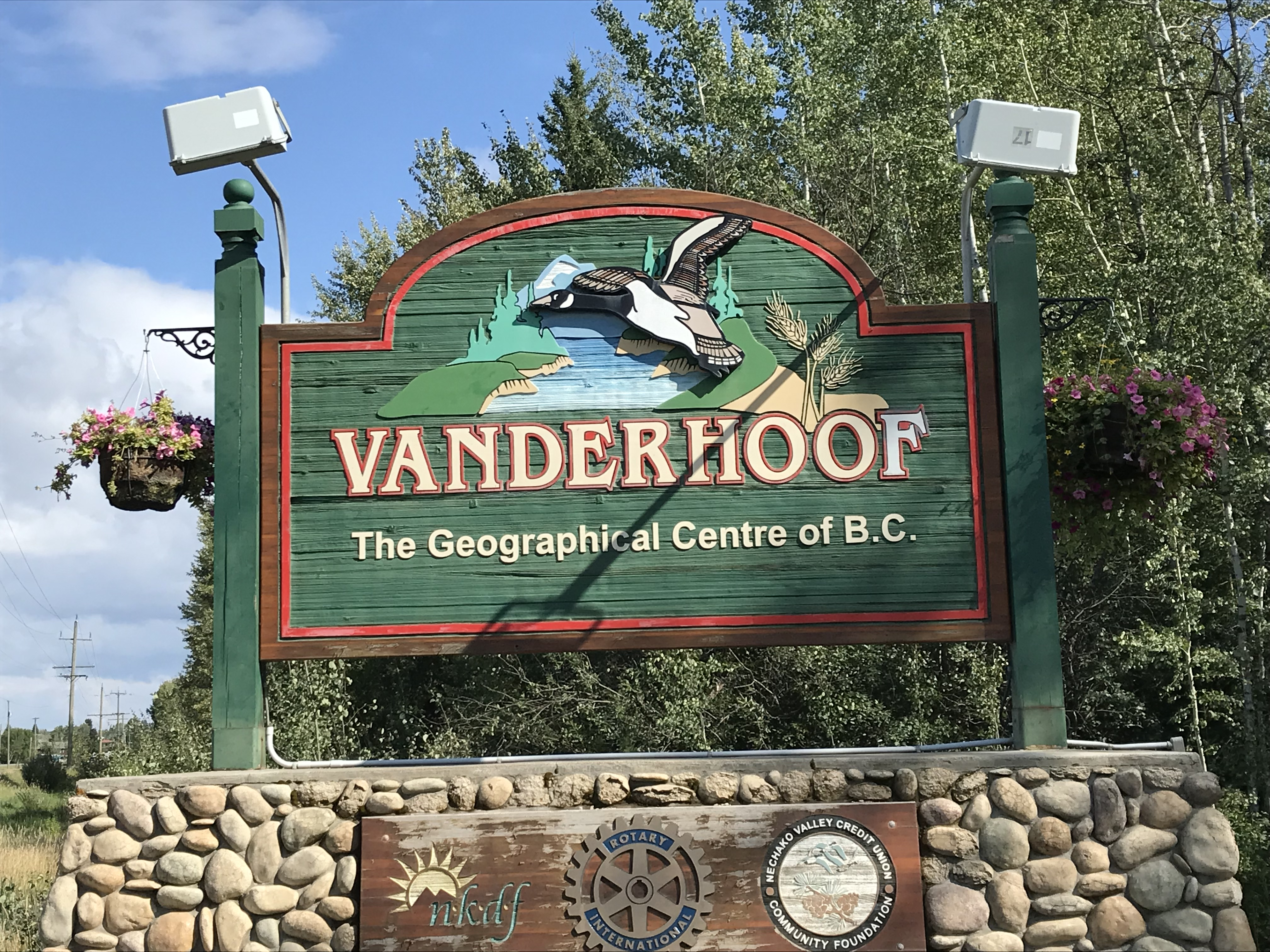
Panneau de bienvenue

Vanderhoof est une ville (District Municipality) située au centre de la province de Colombie-Britannique au Canada, dans le district régional de Bulkley-Nechako.

## Démographie
| 2001  | 2006  | 2011  | 2016  |
| ----- | ----- | ----- | ----- |
| 4 390 | 4 064 | 4 480 | 4 439 |